# БК Чавдар (Троян)
БК „Чавдар“ е баскетболен клуб от град Троян, България.В момента отбора играе в Българска лига.